# Олесненский повет
Олесненский повет (пол. Powiat oleski) — повет (район) в Польше, входит как административная единица в Опольское воеводство. Центр повета — город Олесно. Занимает площадь 973,62 км². Население — 65 306 человек (на 31 декабря 2015 года).

## Административное деление
- города: Добродзень, Гожув-Слёнски, Олесно, Прашка
- городско-сельские гмины: Гмина Добродзень, Гмина Гожув-Слёнски, Гмина Олесно, Гмина Прашка
- сельские гмины: Гмина Радлув, Гмина Рудники, Гмина Зембовице

## Демография
Население повета дано на 31 декабря 2015 года.
| Перепись            | Всего  | Мужчины | Женщины |
| ------------------- | ------ | ------- | ------- |
| Всего               | 65 306 | 31 872  | 33 434  |
| Городское население | 23 591 | 11 312  | 12 279  |
| Сельское население  | 41 715 | 20 560  | 21 155  |